# Euclystis epidromiaelineata
Euclystis epidromiaelineata är en fjärilsart som beskrevs av Guido Benno Feige 1972. Euclystis epidromiaelineata ingår i släktet Euclystis och familjen nattflyn. Inga underarter finns listade i Catalogue of Life.